# Obdurodon dicksoni
Obdurodon dicksoni — викопний вид однопрохідних ссавців родини Качкодзьобові (Ornithorhynchidae). Obdurodon dicksoni мешкав в Австралії на місці сучасного штату Квінсленд протягом раннього та середнього міоцену. Був відкритий в 1984 році Майклом Арчером, Ф. А. Дженкінсом та іншими в Ріверслі, на північному заході Квінсленда.

## Опис
Цей вид описаний по черепу і кількох розкиданих зубів. Голотип зберігається в музеї Квінсленда в Брисбені. Вид нагадував сучасного качкодзьоба, проте мав більші розміри та відрізнявся окремими деталями будови черепа та нижньої щелепи.

## Спосіб життя
Він, ймовірно, живився личинками комах, креветками та інших ракоподібними, а також, можливо, дрібними хребетними тваринами, такими як жаби і риби.